# Labelflash

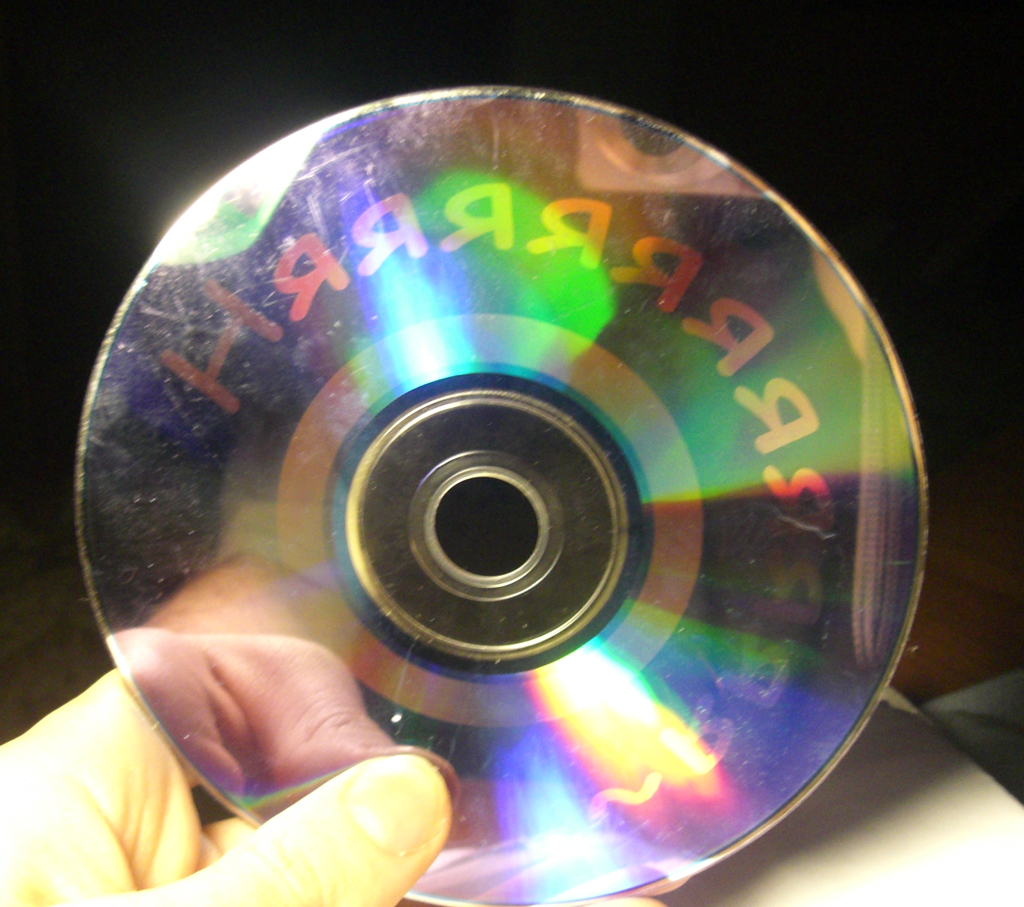
Labelflash

Labelflash is een technologie die gebruikers zelf toestaat om afbeeldingen of tekst op een dvd te branden. Het is ontwikkeld door NEC als antwoord op de LightScribe-technologie van HP.

## Toepassing
Om Labelflash te gebruiken zijn dvd's nodig die speciaal zijn ontwikkeld door NEC. Op deze dvd’s is een organische laag aanwezig, onder een 0,6 mm stevige beschermingslaag. Deze organische stof wordt onder invloed van het laserlicht van de dvd-brander blauw. De stof laat zo 256 kleurschakeringen toe, gaande van zilver tot donkerblauw. Door de gebruikte technologie is het ook onmogelijk cd’s te branden. Hiervoor komen alleen blanco Labelflash-dvd’s in aanmerking. Dvd's die compatibel zijn met Labelflash kunnen ook langs de andere kant beschreven worden als de dvd niet helemaal vol staat, bijvoorbeeld om de datum waarop het schijfje is gebrand aan te brengen.
Het beschrijven van een Labelflash-dvd kan alleen met de daarvoor speciaal gemaakt dvd-branders, zoals de ND-4551A en de ND-3551A. De LightScribe-compatibele dvd's kunnen daarom niet gebruikt worden op de Labelflash-branders. 
Om de labels te kunnen ontwerpen is speciale software nodig, al ondersteunt Nero vanaf versie 0.7 deze technologie ook. 
Het branden van een dvd neemt op de snelste modus ongeveer vijf minuten tijd in beslag. Op hoge kwaliteit doet de brander er echter aanzienlijk langer over, namelijk een goed half uur per dvd.